# JR東日本E751系電聯車
E751系是一款屬於東日本旅客鐵道（JR東日本）的交流電特急型電聯車系列。

## 概要
E751系是JR東日本為了取代過去行駛於東北地區的新幹線聯絡線的485系電聯車所研發的車輛。從1999年開始到2000年由近畿車輛以及東急車輛製造所承造，一共完成3組6輛編組共18輛，到了2000年3月11日開始營運於盛岡站至青森站之間的特急「超級初雁號」（スーパーはつかり）。到了2002年12月1日東北新幹線盛岡至八戶之間開始營運之後，E751系開始以特急「津輕號」（つがる）的名稱行駛在八戶至青森之間，同時為了提升車輛使用效率而增設，在上午行駛一班來回於津輕線青森站至蟹田站之間的普通列車。
2010年12月4日東北新幹線延伸到新青森站之後，特急津輕號在青森站至秋田站區間行駛，使用485系3000番台行駛。因此特急津輕號在同年12月3日起暫時停止營運，而在2011年4月23日開始特急津輕號縮編至4輛編組後再次行駛。除此之外，被替換的485系列車被當作預備用的臨時列車。

## 規格與構造
E751系以E653系為基礎，列車客室與E653系單一等級的普通車不同，接近青森端的第一節車廂是KurohaE750型，車廂有一半是綠色車廂。綠色車廂沿襲自E653系的座位配置，以每行2+2的配置方式。普通車廂的座位與E653系相同為可調式斜椅，座位的前後間隔與E653系相同為910毫米。
E751系列車的機電系統與E653系相同，控制裝置採用脈衝寬度調變變頻器（VVVF），而主要變換裝置採用CI8型絕緣柵雙極電晶體（IGBT），主電動機採用MT72型鼠籠式三相非同步電動機，單組牽引馬達功率為145kW，而每一輛動力車均安裝四組牽引馬達，編組總輸出功率為2,320kW，相當於3,154hp。因為E751系屬於交流電（20kV/50Hz）專用的設計，而沒有裝設直流電所需的機電系統，無法行駛在直流電區間。
而為了提高暖氣效率，E751系將車門的間隙以及配管的保護等禦寒措施上比起E653系做了進一步的強化。E751系沒有裝設海峽線專用的鐵路安全裝置（ATC-L），且無法使用20kv/50Hz交流電，因此不能行駛於青函隧道。

## 形式說明
KuhaE751型
朝向八戶、弘前方向的駕駛無動力車廂（1號車），主要以對號座運用為主，一部份為自由座，座位數量為68位，本車設置空氣壓縮機。一共有3輛在籍。
MohaE750型
- 基本番台（1－3）

動力車廂（4號車），主要以對號座運用為主，座位數為72位，設置男女共用蹲式廁所、男性專用小便斗以及洗手台。

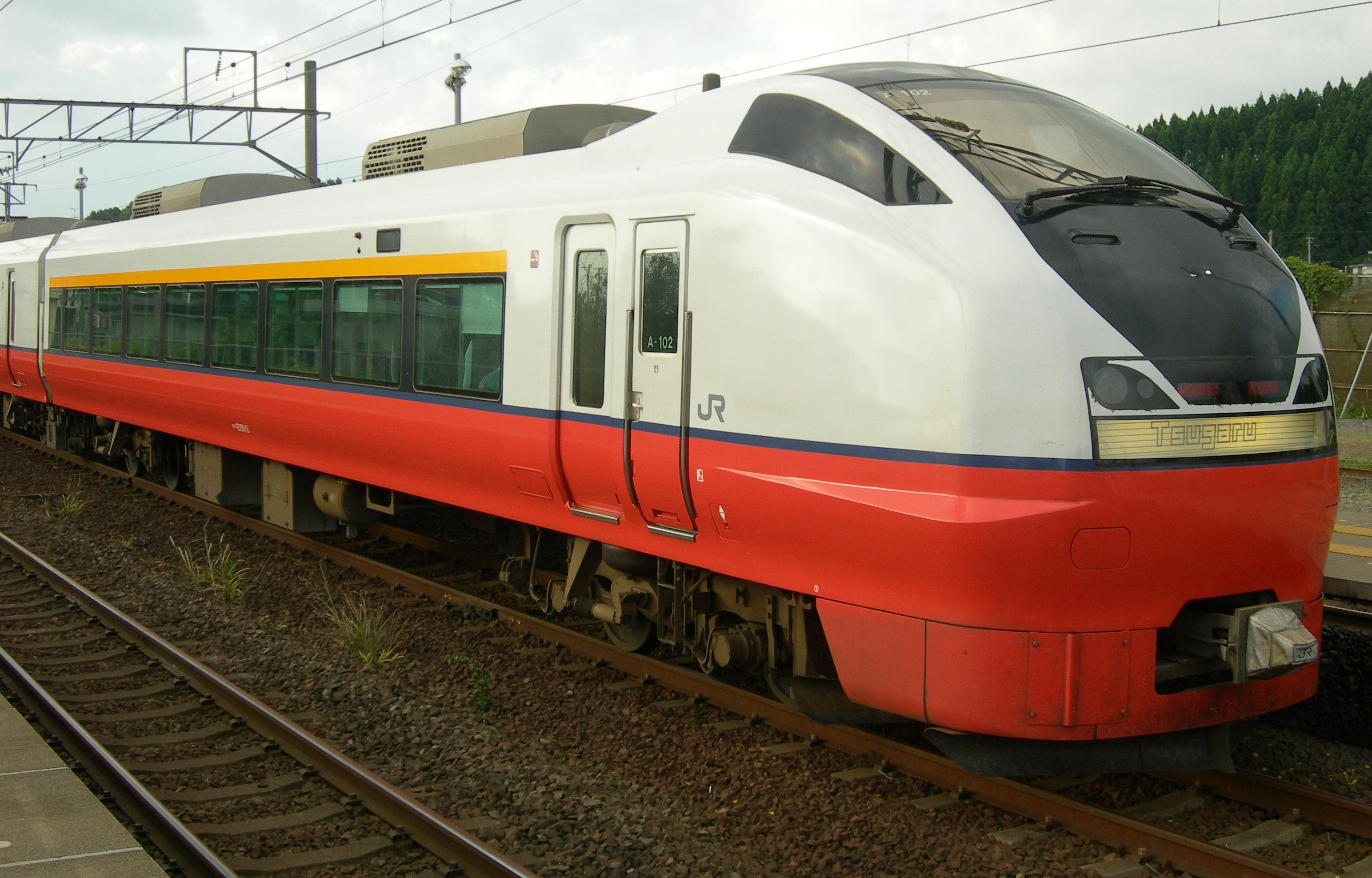
KuhaE751型（クハE751形）
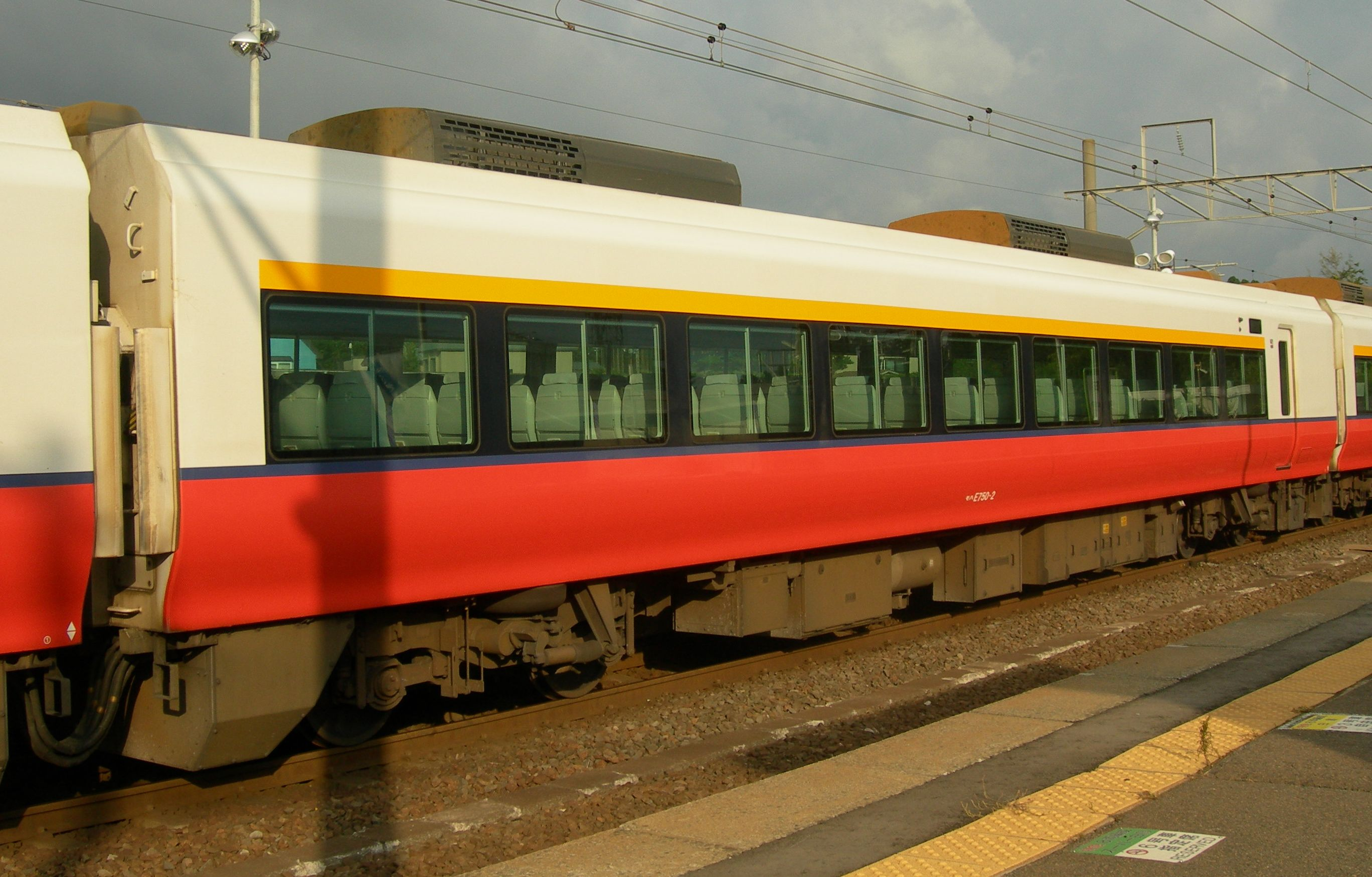
MohaE750型（モハE750形）
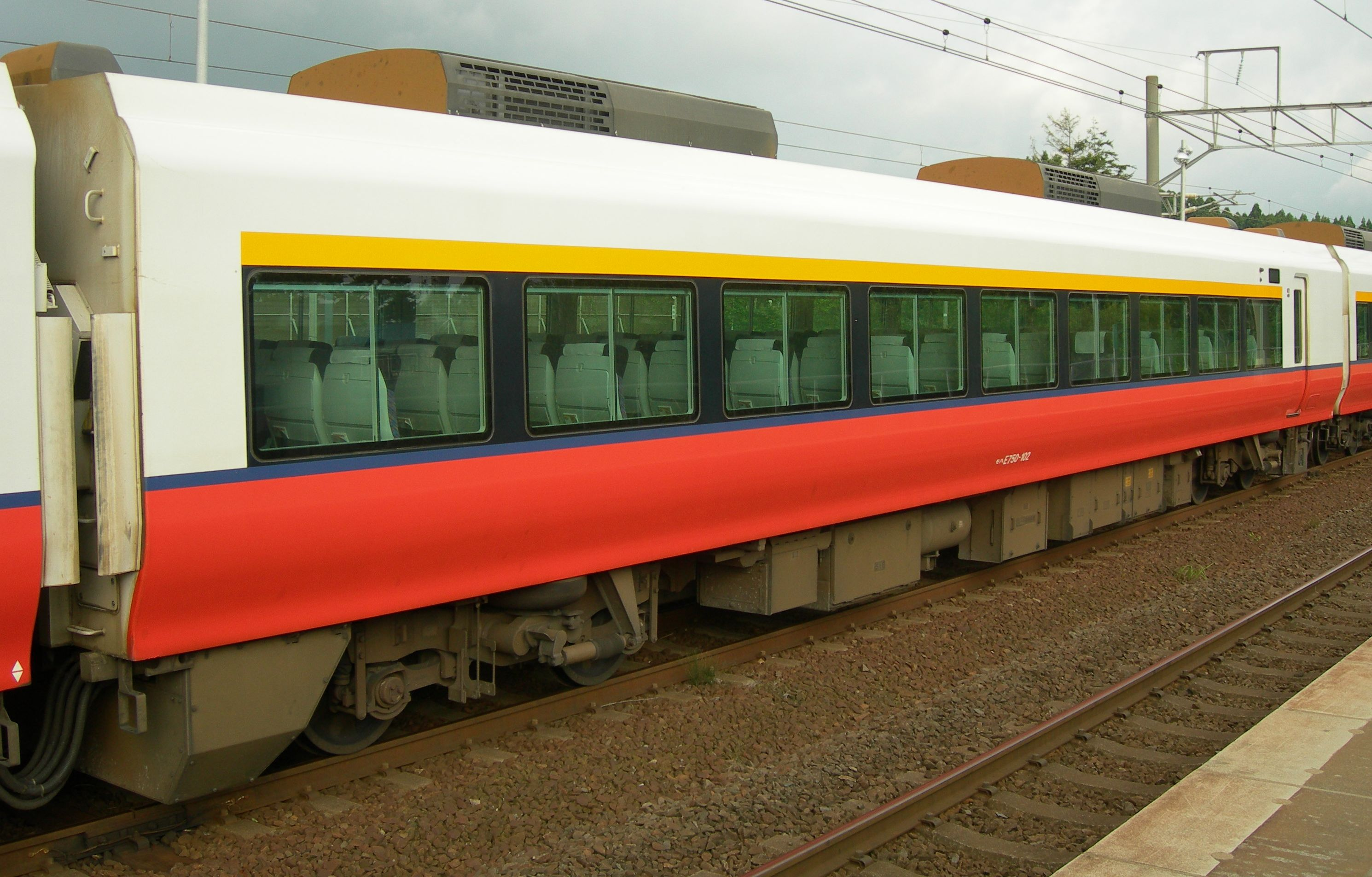
100番台（100－103）
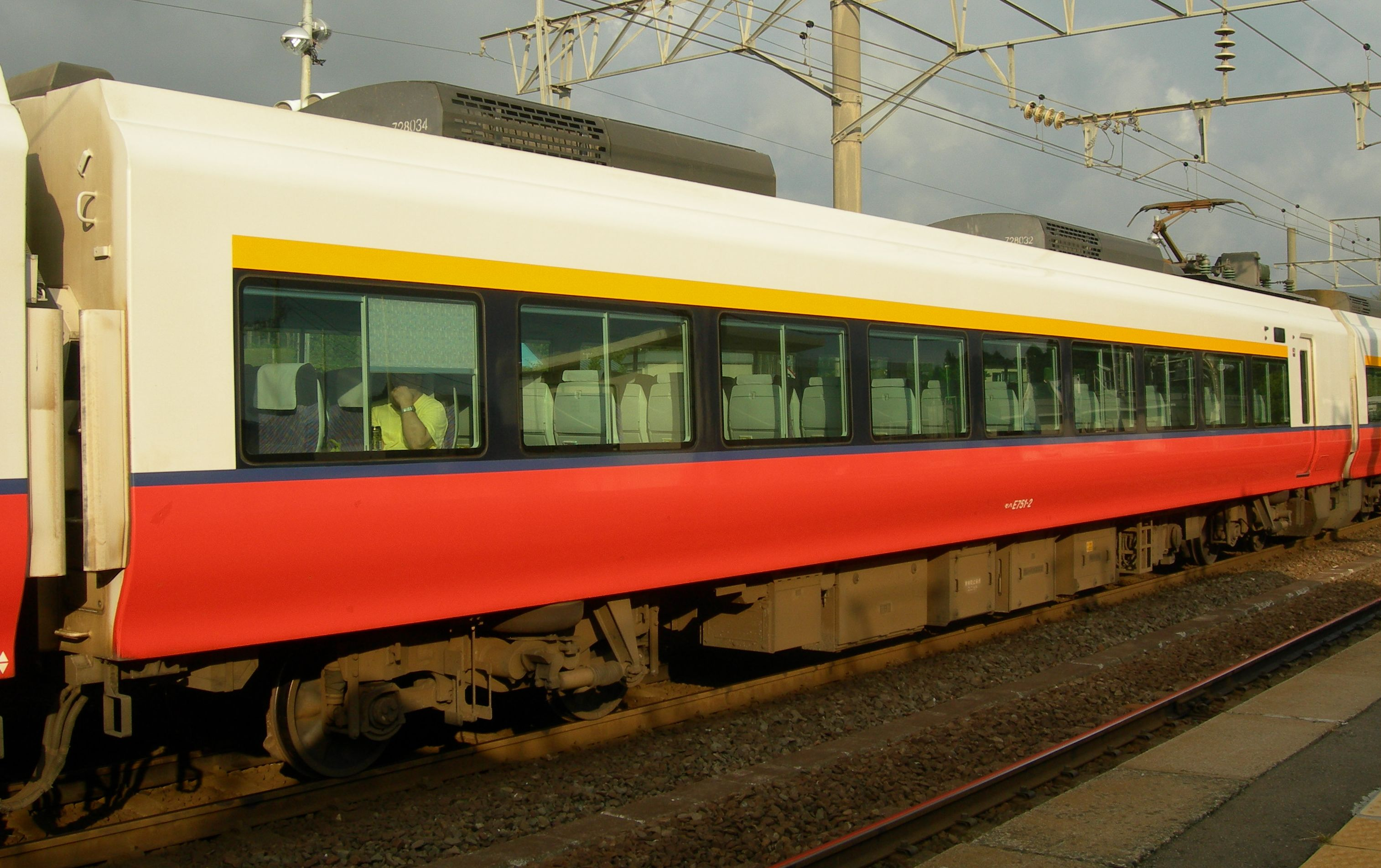
MohaE751型（モハE751形）
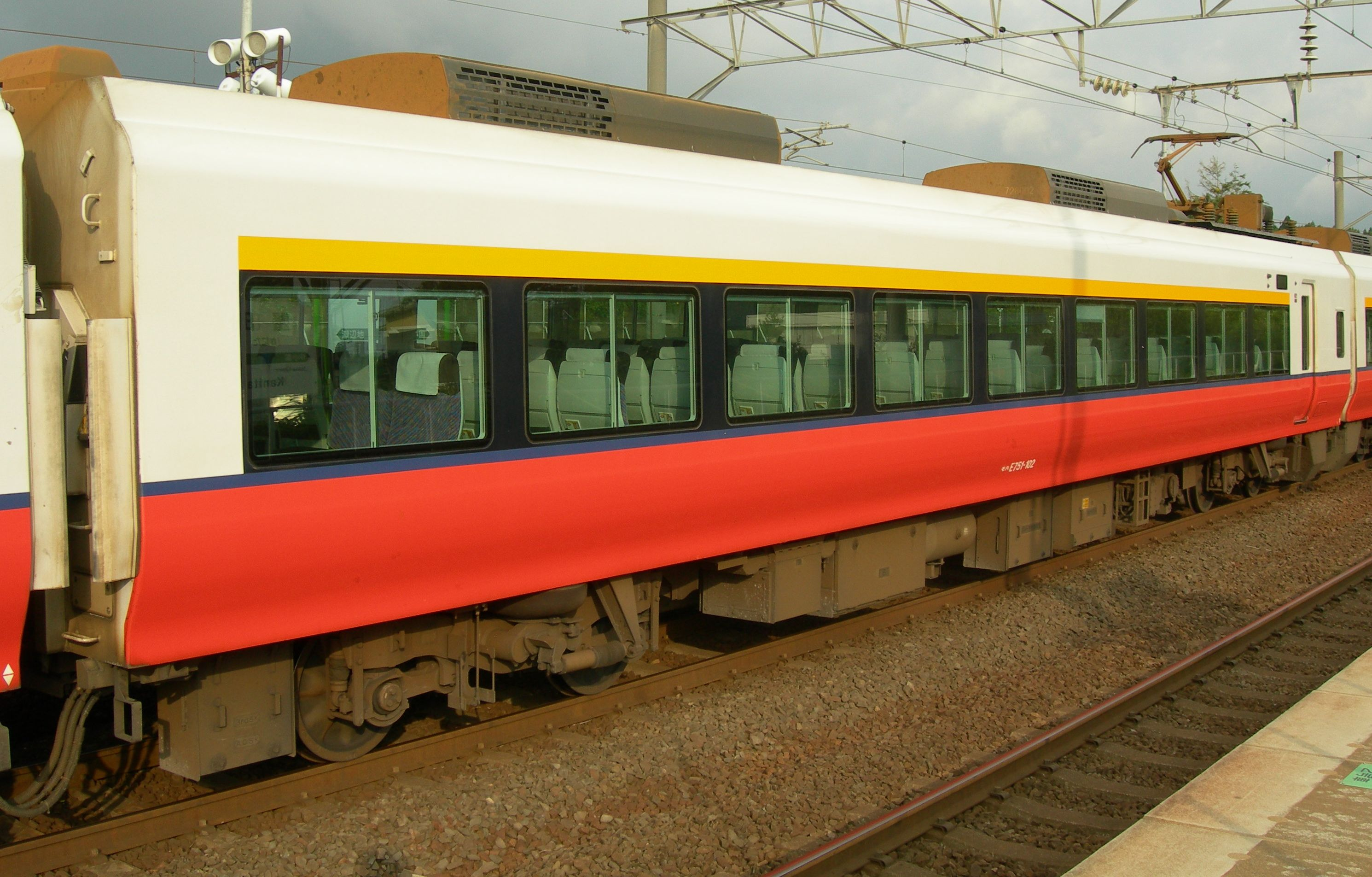
MohaE751型100番台（モハE751形100番台）
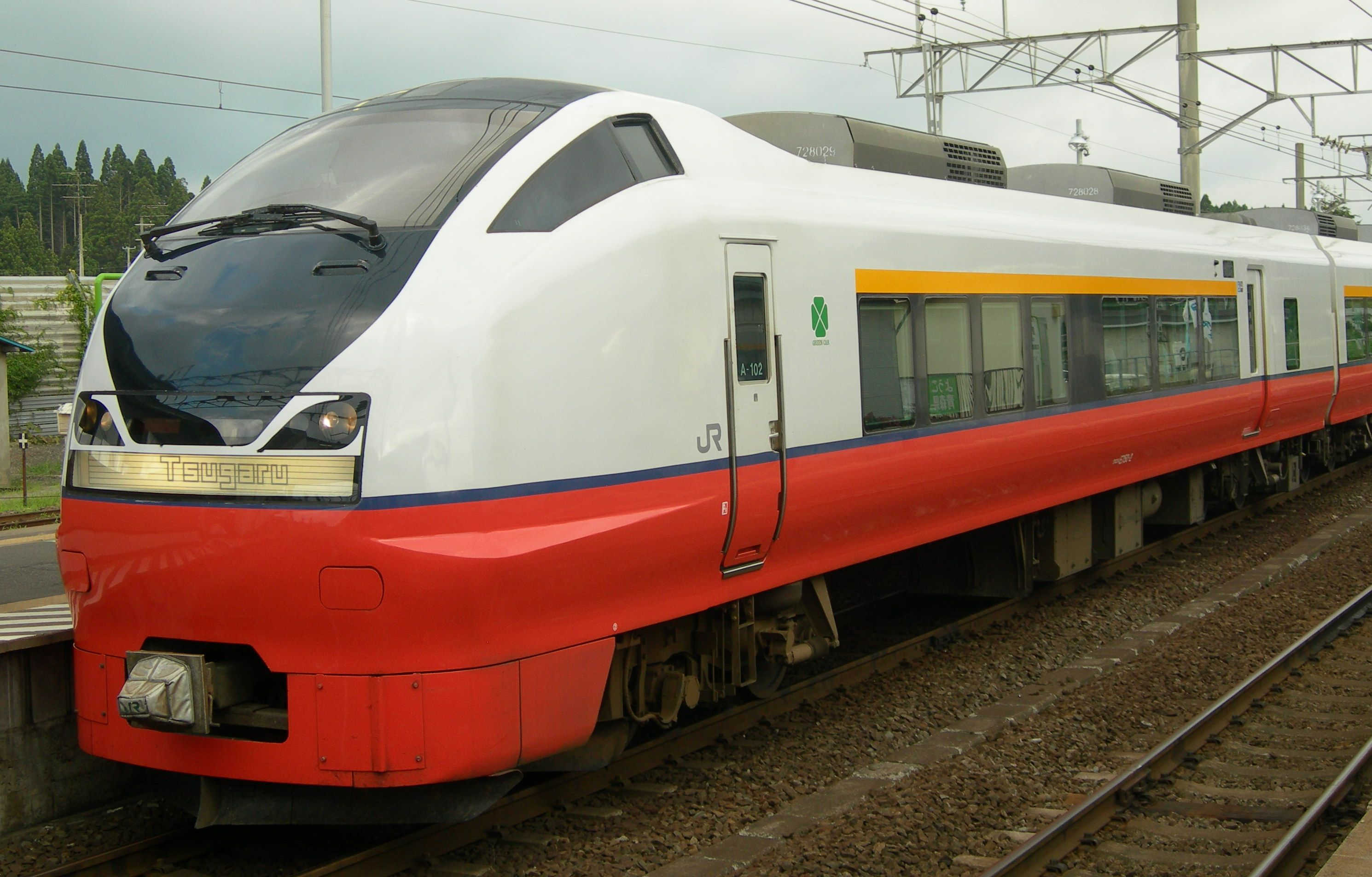
KumohaE750型（クロハE750形）

動力車廂（2號車），主要以自由座運用為主，座位數為72位，設置男女共用座式廁所、男性專用小便斗以及洗手台。
MohaE751型
- 基本番台（1－3）

動力車廂（5號車），主要以對號座運用為主，座位數為72位，設置電話卡式公共電話以及飲料自動販賣機，集電弓以及主要機電系統皆設置在本車。
- 100番台（100－103）

動力車廂（3號車），主要以自由座運用為主，座位數為72位，設置乘務員室，集電弓以及主要機電系統皆設置在本車。
KumohaE750型
朝向青森方向的駕駛無動力車廂（6號車），由一半的綠色車廂以及對號座車廂組成，一般座位數22位（包括兩位輪椅專用座），綠色車廂座位數為16位。設置無障礙洗手間、男性專用小便斗以及洗手台，同時設置車內販賣部以及多用途室。一共有3輛在籍。
參考資料：
- KuhaE751型
- MohaE750型
- MohaE750型100番台
- MohaE751型
- MohaE751型100番台
- KumohaE750型

### 改造
強化禦寒改造

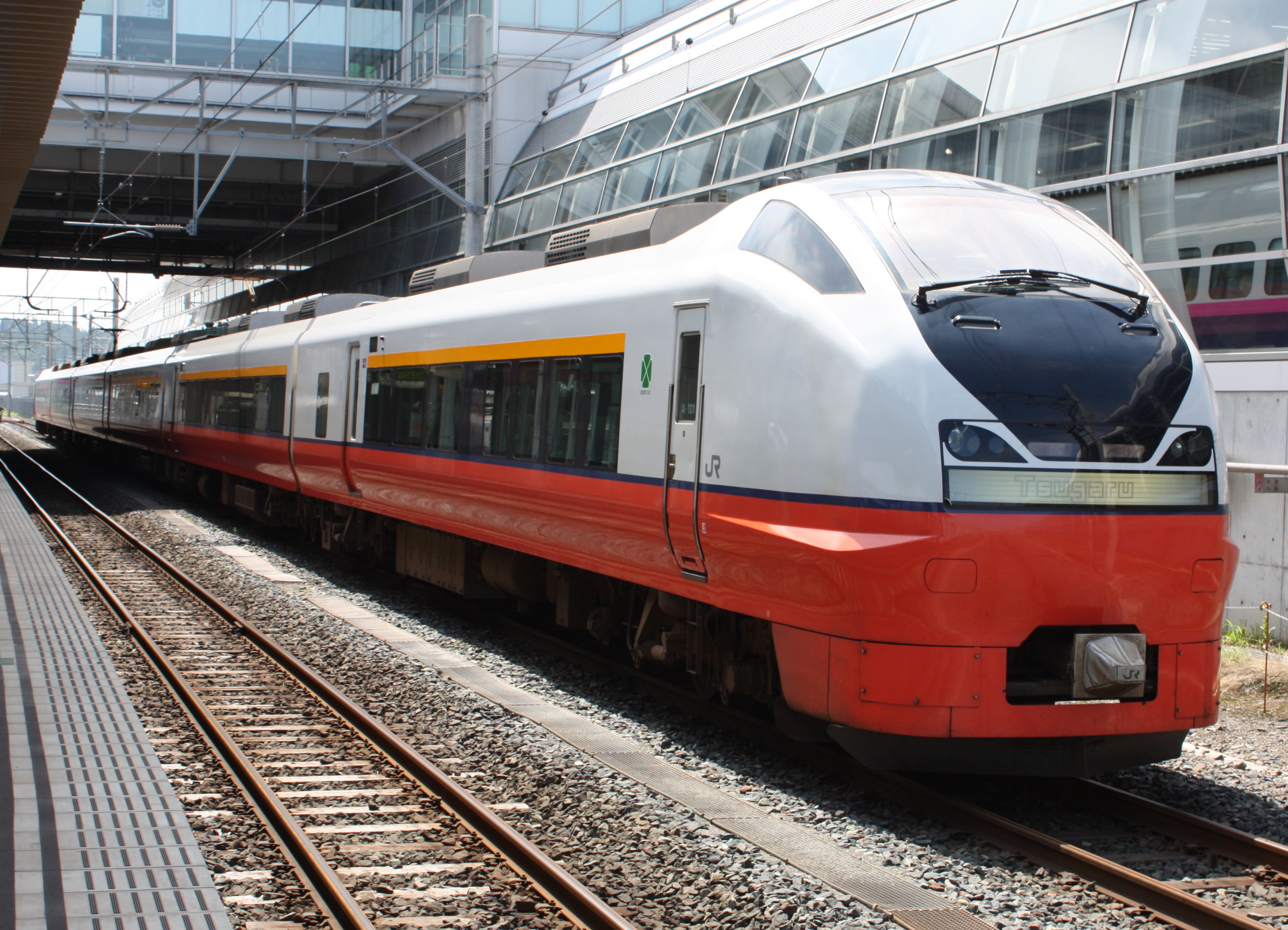
更換排障器後的E751系
（2009年8月4日，八戶站）

2006年底至2007年初將E751系進入郡山綜合車輛中心（郡山総合車両センター）改造，將前方排障器外型變更改為禦寒專用，與啟用當初的型態不同。

## 運用方式

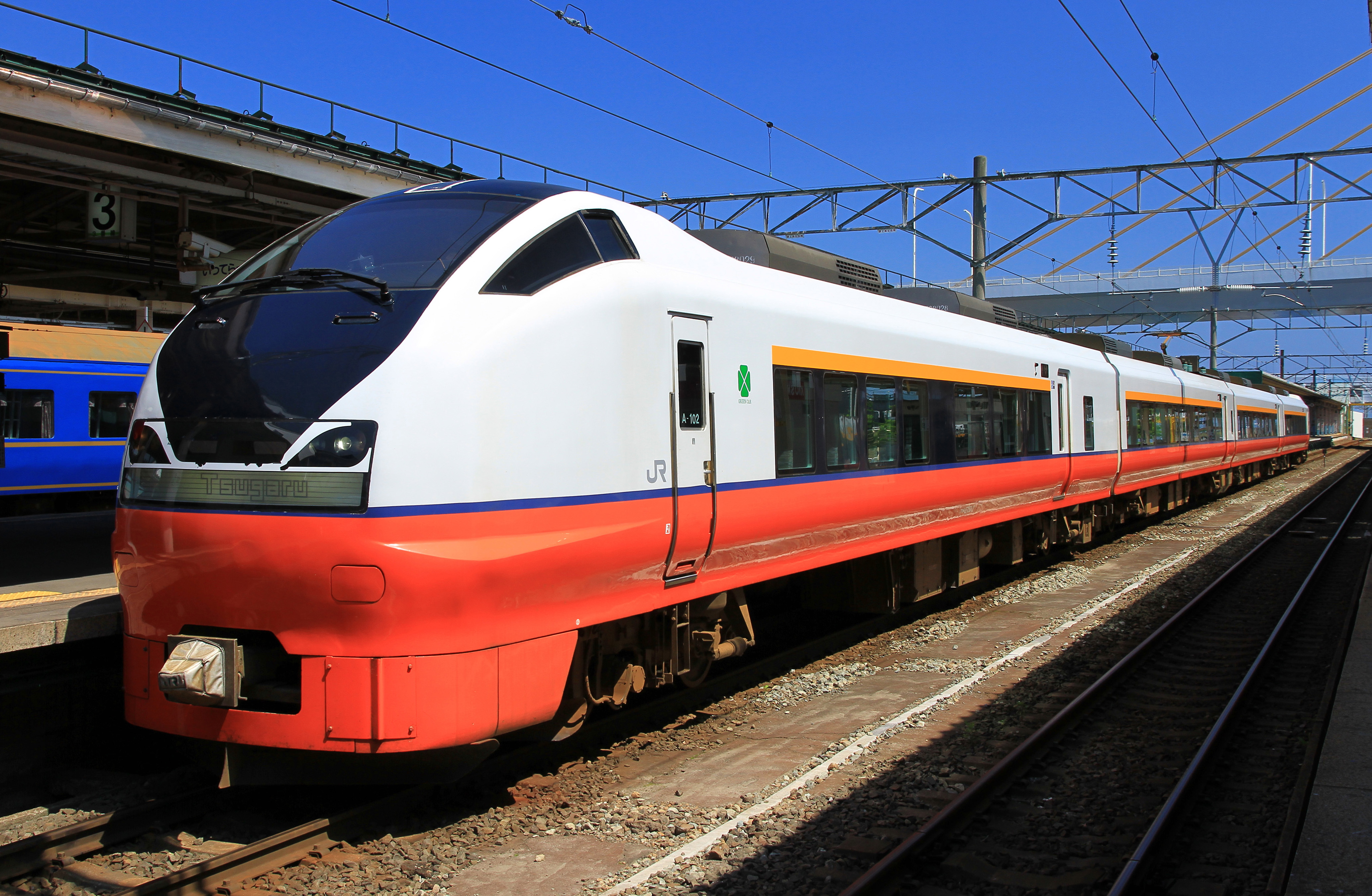
縮短成4輛編組的E751系
（A-102編組，2011年7月12日，青森站）

E751系全數隸屬於秋田車輛中心（秋田車両センター），2011年4月23日後變更為四輛編組，列車編組運用如下所示，大部分的列車都是往返於秋田站至青森站之間。而編組外的0番台車輛皆已報廢解體。
- 特急「津輕」（秋田站－青森站）
  - 下行往青森站方向：1號、3號、5號、7號、9號
  - 上行往秋田方向：2號、4號、6號、8號 、10號

編組
E751系由A-101－A-103三個編組輪流運用。
| 形式、車輛編號 | E751系（4輛編組）編組表  | E751系（4輛編組）編組表 | E751系（4輛編組）編組表 | E751系（4輛編組）編組表 | E751系（4輛編組）編組表 | E751系（4輛編組）編組表 |
| -------------- | ------------------------ | ----------------------- | ----------------------- | ----------------------- | ----------------------- | ----------------------- |
| 形式、車輛編號 | ←秋田、大館方向青森方向→ |                         |                         |                         |                         |                         |
| 形式、車輛編號 | E750 -0                  | E751 -100               | E750 -100               | E751 -0                 |                         |                         |
| A-101          | 1                        | 101                     | 101                     | 1                       |                         |                         |
| A-102          | 2                        | 102                     | 102                     | 2                       |                         |                         |
| A-103          | 3                        | 103                     | 103                     | 3                       |                         |                         |

參考資料：

### 過去的運用方式
2010年12月3日之前以6輛編組運轉，曾經開行以下列車，而車輛檢查或是列車故障時會改以485系行駛。
- 特急「津輕」 
  - 下行往青森、弘前站方向：43號、7號、13號、17號、23號、29號、33號
  - 下行往八戶站方向：2號、8號、12號、16號、22號、28號、98號
- 普通列車 
  - 津輕線（青森站－蟹田站）：一天一往返
- 臨時列車
  - 野邊地祭典（青森站－野邊地站）：舉辦青森野邊地祭典時行駛。
  - 快速弘前號（青森站－弘前站）：舉辦弘前櫻花祭時行駛。

編成
E751系由A-101－A-103三個編組輪流運用。2007年3月18日起全面禁止吸菸。
| 編組號碼 | E751系（6輛邊組）編組表  | E751系（6輛邊組）編組表 | E751系（6輛邊組）編組表 | E751系（6輛邊組）編組表 | E751系（6輛邊組）編組表 | E751系（6輛邊組）編組表 |
| -------- | ------------------------ | ----------------------- | ----------------------- | ----------------------- | ----------------------- | ----------------------- |
| 編組號碼 | ←弘前・八戸方向青森方向→ |                         |                         |                         |                         |                         |
| 編組號碼 | E751 -0                  | E750 -100               | E751 -100               | E750 -0                 | E751 -0                 | E750 -0                 |
| A-101    | 1                        | 101                     | 101                     | 1                       | 1                       | 1                       |
| A-102    | 2                        | 102                     | 102                     | 2                       | 2                       | 2                       |
| A-103    | 3                        | 103                     | 103                     | 3                       | 3                       | 3                       |

參考資料：

## 外部連結
- （日語） JR東日本車輛圖鑑 E751系